# The Walking Dead (Fernsehserie)/Staffel 10
Die Erstausstrahlung der zehnten Staffel der US-amerikanischen Fernsehserie The Walking Dead war ab dem 6. Oktober 2019 erneut beim US-amerikanischen Kabelsender AMC zu sehen. Die deutschsprachige Erstausstrahlung erfolgte ab dem 7. Oktober 2019 auf FOX.
Aufgrund der Schließung des Synchronstudios in der Zeit der COVID-19-Pandemie in Deutschland wurden die 14. und 15. Episode der Staffel zunächst im Originalton bzw. mit Untertiteln ausgestrahlt. Am 3. Juni 2020 wurde die deutschsprachige Synchronfassung der Episoden 14 und 15 nachgereicht.
Am 24. März 2020 hatte das Produktionsunternehmen bekanntgegeben, dass die Post-Produktion der finalen Folge aufgrund der Coronavirus-Pandemie nicht zum vorgesehenen Sendetermin im April abgeschlossen werden konnte. Die 16. Episode wurde erst am 5. Oktober 2020 ausgestrahlt.
Da 2020 wegen der Pandemie deutlich weniger Zeit für Dreharbeiten zur Verfügung stand, wurde die Folgestaffel 11 nicht in diesem Jahr gedreht. Aus dem Drehmaterial wurden stattdessen sechs Bonus-Episoden zu Staffel 10 hergestellt. Diese wurden seit dem 28. Februar 2021 auf AMC ausgestrahlt. Die erste Episode der Bonus-Episoden wurde eine Woche zuvor auf dem Streamingdienst AMC+ veröffentlicht, während die weiteren Episoden jeweils drei Tage vor AMC auf der Plattform erschienen.

## Besetzung
Staffel 10 hat insgesamt 20 Hauptdarsteller. Andrew Lincoln und Lauren Cohan werden aufgrund ihres Abgangs nicht mehr im Intro aufgeführt, wobei Cohan in Folge 16 zurückkehrt und ab Folge 17 wieder gelistet wird. Alanna Masterson, Tom Payne und Katelyn Nacon werden aufgrund ihrer Charaktertode nicht mehr im Intro aufgeführt, während Ryan Hurst hinzugefügt wurde. Xander Berkeley wird aufgrund seines Charaktertods nicht mehr gelistet und Pollyanna McIntosh wegen ihres Abgangs ebenfalls nicht mehr. Von Callan McAuliffe bis Lauren Ridloff werden diese Hauptdarsteller unter "Also Starring" gelistet.

### Hauptdarsteller
- Norman Reedus als Daryl Dixon
- Danai Gurira als Michonne
- Melissa McBride als Carol Peletier
- Lauren Cohan als Maggie Rhee
- Christian Serratos als Rosita Espinosa
- Josh McDermitt als Eugene Porter
- Seth Gilliam als Gabriel Stokes
- Ross Marquand als Aaron
- Khary Payton als Ezekiel
- Ryan Hurst als Beta
- Samantha Morton als Alpha
- Jeffrey Dean Morgan als Negan
- Callan McAuliffe als Alden
- Avi Nash als Siddiq
- Eleanor Matsuura als Yumiko
- Cooper Andrews als Jerry
- Nadia Hilker als Magna
- Cailey Fleming als Judith Grimes
- Cassady McClincy als Lydia
- Lauren Ridloff als Connie

### Nebenbesetzung
- Dan Fogler als Luke
- Kernig Green als Scott
- John Finn als Earl Sutton
- Lindsley Register als Laura
- Thora Birch als Mary "Gamma"
- Sydney Park als Cydnie
- Paola Lázaro als Juanita "Princess" Sanchez
- Kevin Caroll als Virgil
- Briana Venskus als Beatrice
- Kerry Cahill als Dianne
- Nadine Marissa als Nabila
- Angel Theory als Kelly
- Margot Bingham als Stephanie
- Tamara Austin als Nora
- Jackson Pace als Gage
- Antony Azor als Rick "R.J." Grimes Jr.
- Okea Eme-Akwari als Elijah

### Gastauftritte
- Matt Lintz als Henry
- Lynn Collins als Leah
- Robert Patrick als Mays
- Hilarie Burton als Lucille

## Episoden
| Nr. (ges.) | Nr. (St.) | Deutscher Titel            | Originaltitel               | Erstausstrahlung USA | Deutschsprachige Erstausstrahlung (D) | Regie                    | Drehbuch                                            | Zuschauer (USA) | Quoten (DE, Fox) |
| ---------- | --------- | -------------------------- | --------------------------- | -------------------- | ------------------------------------- | ------------------------ | --------------------------------------------------- | --------------- | ---------------- |
| 132        | 1         | Überschrittene Grenzen     | Lines We Cross              | 6. Okt. 2019         | 7. Okt. 2019                          | Greg Nicotero            | Angela Kang                                         | 4,00 Mio.       | 0,22 Mio.        |
| 133        | 2         | Wir sind das Ende der Welt | We Are the End of the World | 13. Okt. 2019        | 14. Okt. 2019                         | Greg Nicotero            | Nicole Mirante-Matthews                             | 3,47 Mio.       | –                |
| 134        | 3         | Geister                    | Ghosts                      | 20. Okt. 2019        | 21. Okt. 2019                         | David Boyd               | Jim Barnes                                          | 3,48 Mio.       | –                |
| 135        | 4         | Masken                     | Silence the Whisperers      | 27. Okt. 2019        | 28. Okt. 2019                         | Michael Cudlitz          | Geraldine Inoa                                      | 3,31 Mio.       | –                |
| 136        | 5         | Diebstahl und Lügen        | What It Always Is           | 3. Nov. 2019         | 4. Nov. 2019                          | Laura Belsey             | Eli Jorne                                           | 3,09 Mio.       | –                |
| 137        | 6         | Neue Verbindungen          | Bonds                       | 10. Nov. 2019        | 11. Nov. 2019                         | Dan Liu                  | Kevin Deiboldt                                      | 3,21 Mio.       | 0,16 Mio.        |
| 138        | 7         | Mach die Augen auf         | Open Your Eyes              | 17. Nov. 2019        | 18. Nov. 2019                         | Michael Cudlitz          | Corey Reed                                          | 3,31 Mio.       | –                |
| 139        | 8         | Nichts ist wie zuvor       | The World Before            | 24. Nov. 2019        | 25. Nov. 2019                         | John Dahl                | Julia Ruchman                                       | 3,21 Mio.       | –                |
| 140        | 9         | Zukunft oder Rache?        | Squeeze                     | 23. Feb. 2020        | 24. Feb. 2020                         | Michael E. Satrazemis    | David Leslie Johnson-McGoldrick                     | 3,52 Mio.       | –                |
| 141        | 10        | Hinterhalt                 | Stalker                     | 1. März 2020         | 2. März 2020                          | Bronwen Hughes           | Jim Barnes                                          | 3,16 Mio.       | –                |
| 142        | 11        | Von Angesicht zu Angesicht | Morning Star                | 8. März 2020         | 9. März 2020                          | Michael E. Satrazemis    | Julia Ruchman & Vivian Tse                          | 2,93 Mio.       | –                |
| 143        | 12        | Was Alpha will             | Walk with Us                | 15. März 2020        | 16. März 2020                         | Greg Nicotero            | Eli Jorné & Nicole Mirante-Matthews                 | 3,49 Mio.       | –                |
| 144        | 13        | Michonnes Weg              | What We Become              | 22. März 2020        | 23. März 2020                         | Sharat Raju              | Vivian Tse                                          | 3,66 Mio.       | –                |
| 145        | 14        | Abschiede                  | Look at the Flowers         | 29. März 2020        | 3. Juni 2020                          | Daisy von Scherler Mayer | Channing Powell                                     | 3,26 Mio.       | –                |
| 146        | 15        | Prinzessin                 | The Tower                   | 5. Apr. 2020         | 3. Juni 2020                          | Laura Belsey             | Kevin Deiboldt & Julia Ruchman                      | 3,49 Mio.       | –                |
| 147        | 16        | Unter Feinden              | A Certain Doom              | 4. Okt. 2020         | 5. Okt. 2020                          | Greg Nicotero            | Corey Reed Idee: Jim Barnes, Eli Jorné & Corey Reed | 2,73 Mio.       | –                |
| 148        | 17        | Home Sweet Home            | Home Sweet Home             | 28. Feb. 2021        | 1. März 2021                          | David Boyd               | Kevin Deiboldt & Corey Reed                         | 2,89 Mio.       | –                |
| 149        | 18        | Findet Mich                | Find Me                     | 7. März 2021         | 8. März 2021                          | David Boyd               | Nicole Mirante-Matthews                             | 2,26 Mio.       | –                |
| 150        | 19        | Das Versteck               | One More                    | 14. März 2021        | 15. März 2021                         | Laura Belsey             | Erik Mountain & Jim Barnes                          | 2,17 Mio.       | –                |
| 151        | 20        | Gefangen                   | Splinter                    | 21. März 2021        | 22. März 2021                         | Laura Belsey             | Julia Ruchman & Vivian Tse                          | 2,11 Mio.       | –                |
| 152        | 21        | Weit auseinander           | Diverged                    | 28. März 2021        | 29. März 2021                         | David Boyd               | Heather Bellson                                     | 1,94 Mio.       | –                |
| 153        | 22        | Hier kommt Negan           | Here’s Negan                | 4. Apr. 2021         | 5. Apr. 2021                          | Laura Belsey             | David Leslie Johnson-McGoldrick                     | 2,12 Mio.       | –                |

## Produktion und Hintergründe
Am 4. Februar 2019 wurde bekannt, dass AMC die Serie um eine zehnte Staffel verlängert. Die Ausstrahlung begann ab dem 6. Oktober 2019.
Am 4. April 2019 bestätigte Angela Kang, dass die zehnte Staffel erneut einen Zeitsprung beinhalten werde. Die Dreharbeiten starteten am 6. Mai 2019.
Als neue Darsteller wurden Thora Birch und Kevin Carroll verpflichtet. Birch verkörpert ein Mitglied der Whisperer namens „Gamma“, Carroll spielt einen Charakter namens „Virgil“.
Die Darstellerin Danai Gurira, die in der Serie Michonne verkörpert, bestätigte am 19. Juli 2019, dass sie in der zehnten Staffel nur noch eingeschränkt und darüber hinaus nicht mehr auftreten werde.
Michael Cudlitz, Darsteller von Abraham, führte bei der vierten und siebten Folge Regie.

## Bonusepisoden
Fünf der sechs Bonusepisoden sollen Erlebnisse der jeweiligen Figuren aus deren Vergangenheit beleuchten. So soll es in der ersten Episode um Maggie, Daryl und Negan gehen, in der zweiten und fünften um Carol und Daryl, in Episode 3 um Gabriel und Aaron sowie in der letzten um Carol, Negan und dessen Frau Lucille. Die vierte Folge wird hingegen zeigen, was mit Eugene, Ezekiel, Yumiko und Princess passiert, nachdem sie mit den Soldaten des Commonwealth in Kontakt geraten sind, und somit bereits auf die Handlung der nächsten Staffel vorbereiten.